# Thalassoalaimus filiformis
Thalassoalaimus filiformis is een rondwormensoort uit de familie van de Oxystominidae. De wetenschappelijke naam van de soort is voor het eerst geldig gepubliceerd in 1933 door Allgén.